# Leđa
Leđa su stražnji dio trupa. Obuhvaćaju dio od ramena i potiljka do stražnjice. Nalaze se sa suprotne strane od prsa i trbuha. Podijeljena su na dva simetrična dijela, lijevi i desni sa središnjom okomitom linijom, koju čine rtni nastavci pršljenova.
Leđa su prekrivena kožom, koja je tanja nego na drugim dijelovima torza i s manje dlaka, a ispod nje nalaze se leđni mišići, koji su povezani s mišićima ramena i vrata. Također se sastoje se kostiju, ligamenata i živaca. Leđni mišići su: najširi leđni mišić, gornji stražnji nazupčani mišić, donji stražnji nazupčani mišić, veliki rombasti mišić, mali rombasti mišić, trapezni mišić i mišić podizač lopatice. Leđa imaju veliku ulogu u kretanju i fleksibilnosti, daju potporu glavi. Mogu se pomicati i savijati pri pokretima. 
Bol u leđima je jedna od najčešćih boli kod odraslih. Može je uzrokovati povreda mišića, koji se oporave nakon nekog vremena. Postoje brojne bolesti leđa poput osteoartritisa ili bolesti vezanih za probleme s diskom, poznat je i tzv "vrkašev sindrom" kod ljudi s fleksibilnom kralježnicom. 
S leđne strane tijela nalaze se bubrezi. Ako se dobije udarac u leđa, mogu se ozlijediti.